# Eastern Islands
Eastern Islands är öar i Australien. De ligger i delstaten Western Australia, omkring 410 kilometer nordväst om delstatshuvudstaden Perth.